# Formazione ideale della NFL degli anni 1940
La formazione ideale della NFL degli anni 1940, in inglese NFL 1940s All-Decade Team, fu scelta dai giurati della Pro Football Hall of Fame.  La squadra è composta giocatori che hanno fornito prestazioni eccezionali nella National Football League negli anni quaranta.
| * | Indotto nella Pro Football Hall of Fame | ¤ | Finalista per l'induzione nella Hall of Fame. Aggiornato all'edizione 2013 |

| Ruolo       | Giocatore               | Squadra/e                                     | College                          | Hall of Famer     |
| ----------- | ----------------------- | --------------------------------------------- | -------------------------------- | ----------------- |
| Quarterback | Sammy Baugh*            | Washington Redskins                           | Texas Christian                  | Sì                |
| Quarterback | Sid Luckman*            | Chicago Bears                                 | Columbia                         | Sì                |
| Quarterback | Bob Waterfield*         | Cleveland Rams Los Angeles Rams               | UCLA                             | Sì                |
| Halfback    | Tony Canadeo*           | Green Bay Packers                             | Gonzaga                          | Sì                |
| Halfback    | Bill Dudley*            | Pittsburgh Steelers Detroit Lions             | Virginia                         | Sì                |
| Halfback    | George McAfee*          | Chicago Bears                                 | Duke                             | Sì                |
| Halfback    | Charley Trippi*         | Chicago Cardinals                             | Georgia                          | Sì                |
| Halfback    | Steve Van Buren*        | Philadelphia Eagles                           | Louisiana State                  | Sì                |
| Halfback    | Byron White             | Detroit Lions                                 | Colorado                         | No                |
| Fullback    | Pat Harder              | Chicago Cardinals Detroit Lions               | Wisconsin                        | No                |
| Fullback    | Marion Motley*          | Cleveland Browns Pittsburgh Steelers          | Nevada-Reno South Carolina State | Sì                |
| Fullback    | Bill Osmanski           | Chicago Bears                                 | Holy Cross                       | No                |
| End         | Jim Benton              | Cleveland Rams Chicago Bears Los Angeles Rams | Arkansas                         | No                |
| End         | Jack Ferrante           | Philadelphia Eagles                           | None                             | No                |
| End         | Dante Lavelli*          | Cleveland Browns                              | Ohio State                       | Sì                |
| End         | Ken Kavanaugh           | Chicago Bears                                 | Louisiana State                  | No                |
| End         | Pete Pihos*             | Philadelphia Eagles                           | Indiana                          | Sì                |
| End         | Mac Speedie             | Cleveland Browns                              | Utah                             | 3 volte finalista |
| End         | Ed Sprinkle             | Chicago Bears                                 | Hardin-Simmons Navy              | No                |
| Tackle      | Al Blozis               | New York Giants                               | Georgetown                       | No                |
| Tackle      | George Connor*          | Chicago Bears                                 | Notre Dame                       | Sì                |
| Tackle      | Bucko Kilroy            | Philadelphia Eagles                           | Temple                           | No                |
| Tackle      | Baby Ray                | Green Bay Packers                             | Vanderbilt                       | No                |
| Tackle      | Vic Sears               | Philadelphia Eagles                           | Oregon State                     | No                |
| Tackle      | Al Wistert              | Philadelphia Eagles                           | Michigan                         | No                |
| Guardia     | Bruno Banducci          | Philadelphia Eagles San Francisco 49ers       | Stanford                         | No                |
| Guardia     | Bill Edwards            | New York Giants                               | Baylor                           | No                |
| Guardia     | Buster Ramsey           | Chicago Cardinals                             | William and Mary                 | No                |
| Guardia     | Bill Willis*            | Cleveland Browns                              | Ohio State                       | Sì                |
| Guardia     | Len Younce              | New York Giants                               | Oregon State                     | No                |
| Centro      | Charley Brock           | Green Bay Packers                             | Nebraska                         | No                |
| Centro      | Clyde "Bulldog" Turner* | Chicago Bears                                 | Hardin-Simmons                   | Sì                |
| Centro      | Alex Wojciechowicz*     | Detroit Lions Philadelphia Eagles             | Fordham                          | Sì                |